# Benecke farkasfalka
A Benecke farkasfalka a Kriegsmarine tengeralattjárókból álló második világháborús támadóegysége volt, amely összehangoltan tevékenykedett 1941. november 19. és 1941. december 2. között az Atlanti-óceán északi részén, főleg a Brit-szigetektől nyugat-délnyugatra, Portugáliától nyugatra. A Benecke farkasfalka négy búvárhajóból állt, amelyek hajót nem süllyesztettek el. A tengeralattjárók nem szenvedtek veszteséget. A farkasfalkát Klaus Störtebeker egyik kalóztársáról nevezték el.

## A farkasfalka tengeralattjárói
| A hajó száma | Parancsnoka                     | Részvétel kezdete  | Részvétel vége     |
| ------------ | ------------------------------- | ------------------ | ------------------ |
| U–96         | Heinrich Lehmann-Willenbrock    | 1941. november 19. | 1941. november 22. |
| U–332        | Johannes Liebe                  | 1941. november 19. | 1941. december 2.  |
| U–402        | Siegfried Freiherr von Forstner | 1941. november 19. | 1941. november 22. |
| U–552        | Erich Topp                      | 1941. november 19. | 1941. november 22. |